# Carl M. Bender
Carl Martin Bender (1943) è un matematico e fisico statunitense noto per i suoi contributi alla fisica matematica.
Bender si fece notare inizialmente per i suoi lavori sui metodi perturbativi e non perturbativi in teoria quantistica dei campi. All'inizio del millennio, Bender scoprì l'importanza della simmetria parità-tempo (PT) nei sistemi quantistici non hermitiani. Tali lavori hanno influenzato certi settori della fisica, in particolare in ottica quantistica.

## Biografia
La famiglia di Carl Bender aveva già dei legami con la fisica: suo padre Alfred fu insegnante di fisica alla high school di Julian Schwinger, mentre il cugino di Alfred, Abram Bader, lo fu di Richard Feynman. I due (Feynman e Schwinger) avrebbero ricevuto (assieme a Shin'ichirō Tomonaga) il premio Nobel per la fisica nel 1956 per le loro ricerche sull'elettrodinamica quantistica.
Bender ha conseguito il bachelor's degree nel 1964 all'Università Cornell, ed è poi passato all'Università di Harvard, dove ha ottenuto il master's degree nel 1965 e il dottorato di ricerca in fisica nel 1969, sotto la supervisione di Sidney Coleman e Tai-Tsun Wu. Qui seguì numerosi corsi tenuti dall'ex alunno di suo padre Julian Schwinger. È stato studioso in visita presso l'Institute for Advanced Study nel 1969-70.
Bender ottenne poi un incarico nel Dipartimento di Matematica del Massachusetts Institute of Technology nel 1970, dove fu prima assistente e poi professore associato. Nel 1977 si è trasferito alla Washington University di St. Louis, dove è attualmente Wilfred R. e Ann Lee Konneker Distinguished Professor of Physics. È anche consulente scientifico per il Los Alamos National Laboratory dal 1979 e ha anche ricoperto incarichi congiunti e/o in visita presso l'Imperial College di Londra, la City University, il King's College di Londra, il Technion di Haifa e l'Università di Heidelberg in Germania.

## Docenza
Bender ha ricevuto diversi riconoscimenti per la sua attività di docenza agli studenti universitari, sia al MIT che alla Washington, e si è anche occupato di allenare la squadra della Washington alle competizioni di matematica. Bender ha spesso tenuto conferenze divulgative su una serie di aree tra cui la meccanica quantistica, la teoria quantistica dei campi, i buchi neri, il riscaldamento globale, i tuoni e la fisica teorica. Assieme a Steven Orszag ha scritto un libro di testo, Advanced Mathematical Methods for Physicists and Engineers, considerata una delle opere migliori nel campo della matematica applicata.

## Ricerca
Bender inizialmente ha concentrato la sua ricerca su metodi di risoluzione approssimata per la fisica teorica. Ha ottenuto numerosi risultati importanti su questi argomenti, tra cui lo studio delle divergenze dovute alle singolarità di Bender-Wu, lo sviluppo di nuove tecniche perturbative e non perturbative e l'uso pionieristico dell'espansione delta. Nel 1998, lui e il suo dottorando Stefan Boettcher hanno scoperto l'importanza della simmetria parità-tempo (PT) nella teoria quantistica non hermitiana, concetto che trova molte applicazioni in vari settori come ottica, elettronica, acustica, fisica della materia condensata.

## Premi e riconoscimenti
- Guggenheim Fellowship nel 2003[17]
- Premio Dannie Heineman per la fisica matematica nel 2017[18]

Carl Bender è stato inoltre eletto fellow dell'American Physical Society e dell'Institute of Physics.

## Libri
- Carl M. Bender, Steven Orszag, Advanced Mathematical Methods for Physicists and Engineers, Springer, 1999,ISBN 978-0-387-98931-0
- Carl M. Bender, PT Symmetry: In Quantum and Classical Physics, World Scientific Publishing Company, 2018,ISBN 978-1-78634-595-0